# الكسندر رانكين
الكسندر رانكين هو سياسي كندي، ولد في 31 ديسمبر 1788 في المملكة المتحدة، وتوفي في 3 أبريل 1852.